# Andrew Peeke
Andrew Peeke (né le 17 mars 1998 à Parkland, en Floride aux États-Unis) est un joueur professionnel américain de hockey sur glace. Il évolue à la position de défenseur. 

## Biographie

### Carrière en équipe nationale
Il représente les États-Unis au niveau international. Il prend part aux sélections jeunes.

## Statistiques

### En club
| Saison     | Équipe                       | Ligue      |     | Saison régulière | Saison régulière | Saison régulière | Saison régulière | Saison régulière |   | Séries éliminatoires | Séries éliminatoires | Séries éliminatoires | Séries éliminatoires | Séries éliminatoires |
| Saison     | Équipe                       | Ligue      | PJ  | B                | A                | Pts              | Pun              | PJ               | B | A                    | Pts                  | Pun                  |                      |                      |
| 2015-2016  | Gamblers de Green Bay        | USHL       | 56  | 4                | 26               | 30               | 30               | 4                | 1 | 1                    | 2                    | 2                    |                      |                      |
| 2016-2017  | Fighting Irish de Notre Dame | HE         | 40  | 4                | 10               | 14               | 16               | -                | - | -                    | -                    | -                    |                      |                      |
| 2017-2018  | Fighting Irish de Notre Dame | B1G        | 39  | 5                | 9                | 14               | 22               | -                | - | -                    | -                    | -                    |                      |                      |
| 2018-2019  | Fighting Irish de Notre Dame | B1G        | 40  | 3                | 21               | 24               | 24               | -                | - | -                    | -                    | -                    |                      |                      |
| 2019-2020  | Monsters de Cleveland        | LAH        | 29  | 5                | 11               | 16               | 6                | -                | - | -                    | -                    | -                    |                      |                      |
| 2019-2020  | Blue Jackets de Columbus     | LNH        | 22  | 1                | 2                | 3                | 4                | -                | - | -                    | -                    | -                    |                      |                      |
| 2020-2021  | Blue Jackets de Columbus     | LNH        | 11  | 0                | 3                | 3                | 4                | -                | - | -                    | -                    | -                    |                      |                      |
| 2020-2021  | Monsters de Cleveland        | LAH        | 7   | 0                | 4                | 4                | 2                | -                | - | -                    | -                    | -                    |                      |                      |
| 2021-2022  | Blue Jackets de Columbus     | LNH        | 82  | 2                | 13               | 15               | 60               | -                | - | -                    | -                    | -                    |                      |                      |
| 2022-2023  | Blue Jackets de Columbus     | LNH        | 80  | 6                | 7                | 13               | 22               | -                | - | -                    | -                    | -                    |                      |                      |
| 2023-2024  | Blue Jackets de Columbus     | LNH        | 23  | 1                | 7                | 8                | 6                | -                | - | -                    | -                    | -                    |                      |                      |
| 2023-2024  | Bruins de Boston             | LNH        | 15  | 0                | 2                | 2                | 8                | 6                | 0 | 0                    | 0                    | 2                    |                      |                      |
| Totaux LNH | Totaux LNH                   | Totaux LNH | 233 | 10               | 34               | 44               | 104              | 6                | 0 | 0                    | 0                    | 2                    |                      |                      |

### En équipe nationale
| Année | Équipe         | Compétition                 |    | PJ | B | A | Pts | Pun                |  | Résultat |
| 2015  | États-Unis U18 | Ivan Hlinka -18 ans         | 4  | 0  | 1 | 1 | 4   | 5e place           |  |          |
| 2018  | États-Unis U20 | Championnat du monde junior | 7  | 1  | 1 | 2 | 2   | Médaille de bronze |  |          |
| 2022  | États-Unis     | Championnat du monde        | 10 | 0  | 6 | 6 | 8   | 4e place           |  |          |

## Trophées et honneurs personnels

### USHL
- 2015-2016 : 
  - nommé dans l'équipe des recrues
  - nommé athlète étudiant de l'année

### Hockey East
- 2016-2017 : 
  - nommé dans l'équipe des recrues

### Big Ten Conference
- 2018-2019 :
  - nommé dans l'équipe du tournoi